# آخر هفته (فیلم ۲۰۱۰)
آخر هفته (انگلیسی: Weekend) یک فیلم جنایی کمدی لهستانی به کارگردانی سزاری پازورا است که در سال ۲۰۱۰ منتشر شد.
بازخورد منتقدان عمدتاً منفی بود و آن را متهم به ابتذال و بی‌فرهنگی نمودند.

## گزیدهٔ بازیگران
- پاوئو ماواشینسکی
- ماوگوژاتا سخا
- یان فریچ
- پیوتر میازگا
- آنتونی کرولیکوفسکی
- رادوسواف پازورا
- آنا کارچمارچیک
- اولاف لوباشنکو
- توماش ساپریک
- آدریانا بیدژینسکا
- پیوتر شیکا
- فیلیپ بوبک
- سواوومیر سولِـی
- میخاو شفچیک
- پاوئو دوماگاوا
- آندژی آندژیفسکی
- توماش تیندیک